# Mario Colonna
Mario Colonna (1540-1593) fue un poeta de Italia del siglo XVI.

## Biografía
Mario fue un poeta nacido en Roma, descendiente de la familia Sciarra, siendo Sciarra Colonna (1270-1329) comandante en Palestrina, y su padre Stefano comandaba las tropas del gran duque de Toscana, autor de I sonetti, le canzoni e i trionfi di M. Laura, in risposta di Francesco Petrarca, Venezia, 1740, dejando Benedetto Varchi (1503-1565), poeta e historiador de Florencia «Orazione funerale sopra la morte di Stefano Colonna» (Florencia, 1548), y cultiva Mario las letras desde su infancia, haciendo rápidos progresos  en las lenguas  instruido por hábiles maestros.
Luego Mario, se traslada a Florencia junto a su padre y allí vio a Fiametta Soderini, gentildama de la ilustre familia de Malaspina, dejando el literato italiano Tommaso Porcacchi (1530-1585) la obra «Historia dell'origine e successione della familia Malaspina» (Verona, 1585), mujer de Alessandro Soderini, noble florentino de 1571, quien cultivó las letras y escribió muchas rimas y una traducción en toscano de una comedia de Terencio, y fue la mujer quien inspiró los sonetos de Mario, amor que no pasó de platónico.
La belleza y espíritu de Fiametta, celebrado en diversos sonetos por Mario, concurre juntamente con Pietro Angeli (1517-1596), su rival, pero que no por ello dejó de ser su amigo, nacido en Toscana, insigne escritor del siglo XVI, conocedor del griego y latín a los 10 años, estudiante de derecho y bellas letras en Bolonia, posteriormente pasa a Venecia donde bajo la protección del embajador de Francia se dedica a corregir manuscritos griegos por orden de Francisco I de Francia, más tarde visita Constantinopla, Asia Menor y Grecia, elegido en 1546 en Reggio como profesor de griego y latín  y profesor de bellas letras en la universidad de Pisa, y finalmente el cardenal Fernando I de Médici le llama a Roma en 1575 y cuando el cardenal se establece en Florencia, siguiéndole Angeli, fue cónsul de la Academia de Florencia, donde publica su poema «La Syriade»; algunas otras de las obras de Angeli, las siguientes: «De ordine legendi scriptores Historiae Romanae», «Poemata omnia diligenter ab ipso recognita» (Roma, 1585), «De aucupio liber primus», «Poesie toscane» (Florencia, 1589). 
En 1589, se imprimieron las «Poesías» de Mario junto con las de Angelio, para seguidamente publicarse en la obra de Agostino Gobbi «Scelta di sonetti» —Venecia, 1739, 4 vols. (tomo II)— algunos fragmentos de la obra de Mario y en la «Opere» de Jean de la Casa, contiene varias piezas de Mario.
La Biblioteca  «Severiolana» poseía una recopilación inéditas de Mario, conteniendo sonetos, dos églogas, y de epigramas, y el literato, poeta italiano y doctor en derecho a los 16 años, Giovanni Mario Crescimbeni (1663-1728) insertó varias fragmentos de la obra de Mario en «L'istoria della volgar poesia» (Roma, 1698).

## Obras
- Poesie Toscane dell'illustriss. Sign. Mario Colonna et di M. Pietro Angelio con l'Edipo Tiranno tragedia di Sofocle, Firenze, 1589.
- Poesías incluidas en la obra de Gobbi Sceltta di sonetti, Venezia, 1739.
- Sonetos
- Églogas
- Epigramas